# 아그드

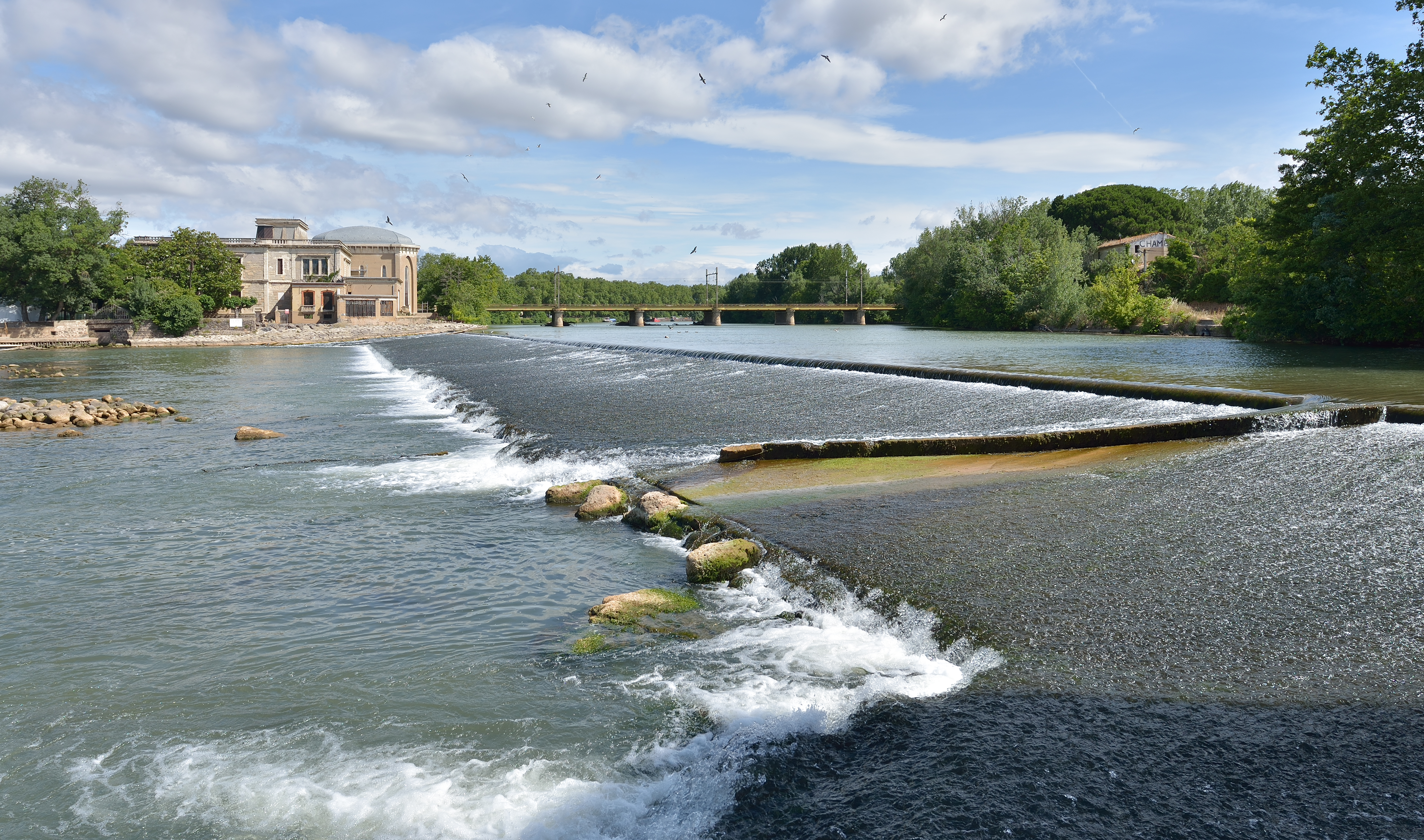
아그드

아그드(프랑스어: Agde)는 프랑스 남부 랑그도크루시용 에로주에 위치한 도시로 면적은 50.81km2, 인구는 22,487명(2008년 기준), 인구 밀도는 300명/km2이다. 지중해에서 4km, 파리에서 750km 정도 떨어진 곳에 위치한다.

시 문장

## 인구
| 연도 | 인구   | ±%    |
| ---- | ------ | ----- |
| 2006 | 21,293 | —     |
| 2007 | 21,104 | −0.9% |
| 2008 | 22,487 | +6.6% |
| 2009 | 24,031 | +6.9% |
| 2010 | 24,567 | +2.2% |
| 2011 | 23,999 | −2.3% |
| 2012 | 24,651 | +2.7% |
| 2013 | 25,253 | +2.4% |
| 2014 | 26,111 | +3.4% |
| 2015 | 26,946 | +3.2% |
| 2016 | 27,681 | +2.7% |